# Anges de Notsè
El Anges de Notsè es un equipo de fútbol de Togo que milita en el Campeonato nacional de Togo, la liga de fútbol más importante del país.

## Historia
El club es de la ciudad de Notsè y en sus primeros años pasaron en las divisiones inferiores del fútbol de Togo; eso hasta la temporada 2011/12, cuando mientras jugaban en el Campeonato nacional de Togo 2 consiguieron el ascenso a la máxima categoría por primera vez como campeones de la segunda división.
Luego de problemas administrativos en la Federación Togolesa de Fútbol, tuvieron su debut en la máxima categoría en la temporada 2013, dando la gran sorpresa y coronándose campeones de la máxima categoría en su año de debut tras vencer 1-0 al Tchaoudjo Athletic en la última fecha.
Gracias a este logro consiguieron clasificar para su primer torneo internacional, la Liga de Campeones de la CAF 2014, en la cual fueron eliminados por el Enyimba de Nigeria en la ronda preliminar.

## Palmarés
- Campeonato nacional de Togo: 1

2013
- Campeonato nacional de Togo 2: 1

2011/12

## Participación en competiciones de la CAF
| Temporada | Torneo                      | Ronda      | Club    | Casa | Visita | Global |
| --------- | --------------------------- | ---------- | ------- | ---- | ------ | ------ |
| 2014      | Liga de Campeones de la CAF | Preliminar | Enyimba | 2-1  | 1-3    | 3-4    |